# Болл, Питер Уильям
Пи́тер Уи́льям Болл (англ. Peter William Ball, род. 1932) — британский ботаник, профессор Торонтского университета.

## Биография
Родился в городе Кройдон в одноимённом боро Лондона. Во время Второй мировой войны находился в Льюисе, в 1948 году вернулся в Кройдон. Учился в Школе Уитгифта у Сесила Томаса Прайма. В 1952 году поступил в Лестерский университет, который окончил в 1955 году, после чего под руководством Томаса Тютина работал над таксономической ревизией рода Salicornia. В 1960 году Болл получил степень доктора философии.
С 1957 года Болл работал в Ливерпульском университете, принимая участие в создании монографии Flora Europaea. В 1961 году он посетил Грецию, в 1963 году — Сербию, в 1967 году — Альмерию (юг Испании).
С 1970 года Уильям Болл был профессором Торонтского университета. С этого времени его начала интересовать флора семейства Осоковые в Онтарио. Он является автором и соавтором обработок нескольких родов этого семейства, а также Salicornia и близких родов во Flora of North America.
Болл — член Ботанического общества Британских островов, Канадской ботанической ассоциации, Американского общества систематиков растений.